# György Zala
György Zala (ur. 19 stycznia 1969 w Budapeszcie) – węgierski kajakarz, kanadyjkarz. Dwukrotny brązowy medalista olimpijski.
Brał udział w trzech igrzyskach (IO 92, IO 96, IO 00), na dwóch zdobywał brązowe medale w kanadyjkowych jedynkach na dystansie 1000 metrów. Był wielokrotnym medalistą mistrzostw świata. Zdobył złoto w 2001 w kanadyjkowych czwórkach na dystansie 200 i 1000 metrów. Cztery razy sięgał po srebro tej imprezy (1989: C-4 500 m; 1990: C-1 1000 m; 1995: C-4 1000 m; 2001: C-4 500 m), dwukrotnie po brąz (1990: C-2 500 m; 1998: C-2 1000 m).